# Arturo Vidal
Arturo Erasmo Vidal Pardo (ur. 22 maja 1987 w Santiago) – chilijski piłkarz, występujący na pozycji pomocnika w chilijskim klubie Colo-Colo oraz w reprezentacji Chile. 
Złoty medalista Copa América 2015 i 2016, srebrny medalista Pucharu Konfederacji 2017, brązowy medalista Mistrzostw Świata U-20 2007. Uczestnik Mistrzostw Świata 2010, 2014, Copa América 2011, 2019 i 2021.

## Kariera klubowa
Arturo Vidal pochodzi z przedmieść San Ramón ze stolicy Chile, Santiago. Piłkarską karierę rozpoczął w jednym z najbardziej znanych klubów w kraju, CSD Colo-Colo. Po przebyciu wszystkich szczebli juniorskich i młodzieżowych młody Arturo w czerwcu 2005 został włączony do kadry pierwszego zespołu CSD Colo-Colo i już w tamtym sezonie zadebiutował w lidze chilijskiej zaliczając w nim łącznie 2 mecze. W 2006 Vidal błysnął w barwach swojego zespołu. Co prawda w całym sezonie zaliczył tylko 13 występów, ale przyczynił się do wygrania przez CSD Colo-Colo zarówno fazy Apertura jak i Clausura. Skuteczny był w rozgrywkach Copa Sudamericana, w których strzelił 3 bramki. Ze stołecznym klubem wywalczył także mistrzostwo Apertura 2007 zdobywając w tej fazie 2 bramki.
Faza Apertura 2007 była ostatnią dla Vidala w barwach CSD Colo-Colo, gdyż zawodnik przeszedł do niemieckiego klubu Bayeru 04 Leverkusen, który zapłacił za niego około 5,2 mln euro. Stał się tym samym drugim najdroższym piłkarzem odchodzącym z klubu po Matíasie Fernándezie, który odszedł do hiszpańskiego klubu Villarreal CF za 11 mln euro.
22 czerwca 2011 został sprzedany do włoskiego klubu – Juventus, za sumę 12 mln euro. 28 lipca 2015 podpisał czteroletni kontrakt z Bayernem Monachium, finalizując transfer na kwotę 40 mln euro.
3 sierpnia 2018, FC Barcelona poinformowała, iż klub osiągnął porozumienie z Bayernem Monachium ws. transferu Arturo Vidala. 6 sierpnia został oficjalne zaprezentowany i podpisał trzyletni kontrakt, do czerwca 2021. Sześć dni później zadebiutował w hiszpańskim klubie, rozgrywając mecz z Sevillą (2:1) w ramach Superpucharu Hiszpanii. 28 października strzelił gola w wygranym 5:1 meczu przeciwko Realowi Madryt, wchodząc z ławki rezerowowych trzy minuty wcześniej.
22 stycznia 2024 powrócił po 17 latach do swojego pierwszego klubu – Colo-Colo, przechodząc na zasadzie wolnego transferu i podpisując z klubem jednoroczny kontrakt, do 31 grudnia 2024. 2 lutego odbyła się jego prezentacja na stadionie Estadio Monumental David Arellano. Na prezentację przyleciał helikopterem, a później założył strój króla i dosiadł konia, na którym okrążył całe boisko. Media określiły jego przedstawienie „królewską prezentacją”.

## Kariera reprezentacyjna
W 2007 wziął udział z reprezentacją Chile do lat 20 w Mistrzostwach Ameryki Południowej U-20 i na tym turnieju odbywającym się w Paragwaju był najskuteczniejszym strzelcem drużyny z 6 golami na koncie. Z Chile dzięki zajęciu 4. miejsca awansował do Młodzieżowych Mistrzostw Świata w Kanadzie. Początkowo miał nie pojechać na turniej Copa América 2007, ale ostatecznie dostał pozwolenie od selekcjonera Nelsona Acosty na wyjazd do Kanady.
Natomiast w seniorskiej reprezentacji Chile, Vidal zadebiutował 18 kwietnia 2007 w zremisowanym 0:0 towarzyskim spotkaniu z Argentyną.
Wystąpił na Mistrzostwach Świata w 2010 i 2014. W obu turniejach Chile odpadało w 1/8 finału, przegrywając na obu z tych mundiali z Brazylią. W 2010 Vidal zagrał we wszystkich czterech meczach reprezentacji, a w 2014 pauzował jedynie w ostatnim, przegranym meczu fazy grupowej z Holandią.
Vidal wystąpił również na Copa América 2011, gdzie Chile dotarło do ćwierćfinału.

## Statystyki

### Klubowe
(aktualne na dzień 2 września 2023)
| Klub                 | Sezon              | Liga                      | Liga  | Liga   | Puchar kraju | Puchar kraju | Europa | Europa | Inne  | Inne   | Suma  | Suma   |
| Klub                 | Sezon              | Liga                      | Mecze | Bramki | Mecze        | Bramki       | Mecze  | Bramki | Mecze | Bramki | Mecze | Bramki |
| -------------------- | ------------------ | ------------------------- | ----- | ------ | ------------ | ------------ | ------ | ------ | ----- | ------ | ----- | ------ |
| Colo-Colo            | 2005               | Primera División de Chile | 2     | 0      | –            | –            | –      | –      | –     | –      | 2     | 0      |
| Colo-Colo            | 2006               | Primera División de Chile | 19    | 0      | –            | –            | –      | –      | 12    | 3      | 31    | 3      |
| Colo-Colo            | 2007               | Primera División de Chile | 15    | 2      | –            | –            | –      | –      | 8     | 0      | 23    | 2      |
| Colo-Colo            | Ogólnie            | Ogólnie                   | 36    | 2      | 0            | 0            | 0      | 0      | 20    | 3      | 56    | 5      |
| Bayer 04 Leverkusen  | 2007/2008          | Bundesliga                | 24    | 1      | –            | –            | 9      | 0      | –     | –      | 33    | 1      |
| Bayer 04 Leverkusen  | 2008/2009          | Bundesliga                | 29    | 3      | 6            | 3            | –      | –      | –     | –      | 35    | 6      |
| Bayer 04 Leverkusen  | 2009/2010          | Bundesliga                | 31    | 1      | 1            | 0            | –      | –      | –     | –      | 32    | 1      |
| Bayer 04 Leverkusen  | 2010/2011          | Bundesliga                | 33    | 10     | 2            | 1            | 9      | 2      | –     | –      | 44    | 13     |
| Bayer 04 Leverkusen  | Ogólnie            | Ogólnie                   | 117   | 15     | 9            | 4            | 18     | 2      | 0     | 0      | 144   | 21     |
| Juventus             | 2011/2012          | Serie A                   | 33    | 7      | 2            | 0            | –      | –      | –     | –      | 35    | 7      |
| Juventus             | 2012/2013          | Serie A                   | 31    | 10     | 4            | 1            | 9      | 3      | 1     | 1      | 45    | 15     |
| Juventus             | 2013/2014          | Serie A                   | 32    | 11     | 1            | 0            | 12     | 7      | 1     | 0      | 46    | 18     |
| Juventus             | 2014/2015          | Serie A                   | 28    | 7      | 4            | 0            | 12     | 1      | 1     | 0      | 45    | 8      |
| Juventus             | Ogólnie            | Ogólnie                   | 124   | 35     | 11           | 1            | 33     | 11     | 3     | 1      | 171   | 48     |
| Bayern Monachium     | 2015/2016          | Bundesliga                | 30    | 4      | 6            | 1            | 11     | 2      | 1     | 0      | 48    | 7      |
| Bayern Monachium     | 2016/2017          | Bundesliga                | 27    | 4      | 5            | 1            | 8      | 3      | 1     | 1      | 41    | 9      |
| Bayern Monachium     | 2017/2018          | Bundesliga                | 22    | 6      | 5            | 0            | 7      | 0      | 1     | 0      | 35    | 6      |
| Bayern Monachium     | Ogólnie            | Ogólnie                   | 79    | 14     | 16           | 2            | 26     | 5      | 3     | 1      | 124   | 22     |
| FC Barcelona         | 2018/2019          | Primera División          | 33    | 3      | 8            | 0            | 11     | 0      | 1     | 0      | 53    | 3      |
| FC Barcelona         | 2019/2020          | Primera División          | 33    | 8      | 2            | 0            | 7      | 0      | 1     | 0      | 43    | 8      |
| FC Barcelona         | Ogólnie            | Ogólnie                   | 66    | 11     | 10           | 0            | 18     | 0      | 2     | 0      | 96    | 11     |
| Inter Mediolan       | 2020/2021          | Serie A                   | 23    | 1      | 3            | 1            | 4      | 0      | –     | –      | 30    | 2      |
| Inter Mediolan       | 2021/2022          | Serie A                   | 28    | 1      | 5            | 0            | 7      | 1      | 1     | 0      | 41    | 2      |
| Inter Mediolan       | Ogólnie            | Ogólnie                   | 51    | 2      | 8            | 1            | 11     | 1      | 1     | 0      | 71    | 4      |
| CR Flamengo          | 2022               | Série A                   | 15    | 2      | 6            | 0            | –      | –      | 5     | 0      | 26    | 2      |
| CR Flamengo          | 2023               | Série A                   | 6     | 0      | 2            | 0            | –      | –      | 17    | 0      | 25    | 0      |
| CR Flamengo          | Ogólnie            | Ogólnie                   | 21    | 2      | 8            | 0            | 0      | 0      | 22    | 0      | 52    | 2      |
| Athletico Paranaense | 2023               | Série A                   | 7     | 0      | 0            | 0            | –      | –      | 2     | 0      | 9     | 0      |
| Athletico Paranaense | Ogólnie            | Ogólnie                   | 7     | 0      | 0            | 0            | 0      | 0      | 2     | 0      | 9     | 0      |
| Colo-Colo            | 2024               | Primera División de Chile | 0     | 0      | 0            | 0            | –      | –      | 0     | 0      | 0     | 0      |
| Colo-Colo            | Ogólnie            | Ogólnie                   | 0     | 0      | 0            | 0            | 0      | 0      | 0     | 0      | 0     | 0      |
| Ogólnie w karierze   | Ogólnie w karierze | Ogólnie w karierze        | 501   | 81     | 62           | 8            | 106    | 19     | 63    | 4      | 722   | 112    |

### Reprezentacyjne
(aktualne na 12 września 2023)
| Reprezentacja | Rok     | Mecze | Bramki |
| ------------- | ------- | ----- | ------ |
| Chile         |         |       |        |
| 2007          | 8       | 0     |        |
| 2008          | 6       | 0     |        |
| 2009          | 7       | 1     |        |
| 2010          | 7       | 1     |        |
| 2011          | 11      | 1     |        |
| 2012          | 5       | 1     |        |
| 2013          | 8       | 4     |        |
| 2014          | 10      | 1     |        |
| 2015          | 11      | 4     |        |
| 2016          | 13      | 7     |        |
| 2017          | 12      | 3     |        |
| 2018          | 7       | 3     |        |
| 2019          | 10      | 2     |        |
| 2020          | 4       | 4     |        |
| 2021          | 12      | 0     |        |
| 2022          | 6       | 1     |        |
| 2023          | 5       | 1     |        |
| Ogólnie       | Ogólnie | 142   | 34     |

## Sukcesy

### CSD Colo-Colo
- Mistrzostwo Chile: Apertura 2006, 2007, Clausura 2006

### Juventus
- Mistrzostwo Włoch: 2011/2012, 2012/2013, 2013/2014, 2014/2015
- Puchar Włoch: 2014/2015
- Superpuchar Włoch: 2012, 2013

### Bayern Monachium
- Mistrzostwo Niemiec: 2015/2016, 2016/2017, 2017/2018
- Puchar Niemiec: 2015/2016
- Superpuchar Niemiec: 2016, 2017

### FC Barcelona
- Mistrzostwo Hiszpanii: 2018/2019
- Superpuchar Hiszpanii: 2018

### Inter Mediolan
- Mistrzostwo Włoch: 2020/2021
- Superpuchar Włoch: 2021

### CR Flamengo
- Copa Libertadores: 2022
- Puchar Brazylii: 2022

### Chile U-20
Mistrzostwa świata U-20
- 3. miejsce: 2007

### Chile
Copa América
- Mistrzostwo: 2015, 2016

Puchar Konfederacji
- 2. miejsce: 2017

### Wyróżnienia
- Piłkarz roku w Chile: 2016[15]
- Piłkarz sezonu w Juventusie: 2012/2013[16]
- Drużyna sezonu w Bundeslidze: 2010/2011[17], 2015/2016[18]
- Drużyna sezonu Serie A: 2012/2013[19], 2013/2014[20]
- Drużyna sezonu według ESM: 2013/2014[21]
- Drużyna turnieju Copa América: 2015[22], 2016[23], 2019[24]